# وینترگرین (شخصیت کمیک)
ویلیام رندانف وینترگرین یک شخصیت خیالی در کتب کامیک منتشر شده توسط دی‌سی کامیکس است؛ این شخصیت معمولاً به عنوان همکار اسلید ویلسون (یا همان دث‌استروک) به تصویر کشیده می‌شود.
شخصیتی بازسازی شده از وینترگرین در فصل اول و آخر سریال سی‌دابلیو، کماندار حضور یافت و بازیگری این شخصیت را بدلکار جِفری سی رابینسون انجام داد. وینترگرین همچنین در فصل دوم سریال تایتان‌ها حضور پیدا کرد و دمور بارنز بازیگری این شخصیت را انجام داد.

## تاریخچه انتشار
وینترگرین توسط جرج پرز و مارو وولفمن خلق شد و در دسامبر ۱۹۸۰ به دنیای دی‌سی در کمیک تیتان‌های نوجوان جدید #۲ پیوست.

## زندگی‌نامه شخصیت
ویلیام رندالف وینترگرین در آکسفورد انگلستان بزرگ شد. در دانشگاه، او هیچوقت ورزش نمی‌کرد و بیشتر در کتابخانه وقت می‌گذراند، که بخاطر نام‌ پدرش همیشه باز بود. او مهارت های تحقیق قوی ای داشت، و با دانستن مجراهایی که اطلاعات از طریق آنها جریان می یابد، بعداً به او در کار کردن در MI5 کمک کرد. وینترگرین در ارتش بریتانیایی با گروهبان اسلید ویلسون دیدار کرد، و آن دو دوستی عمیقی باهمدیگر داشتند. وقتی ژنرال سمپسون اسلید را به یک ماموریت انتحاری فرستاد، وینترگرین، که الان عضوی از سرویس هوایی ویژه بود، اسلید را قبل از مرگ در انفجار نجات داد؛ در حالی که سمپسون برای این کار فقط کمی سرزنش شد. دوستی وینترگرین و اسلید پایدار ماند تا وقتی که اسلید با، کاپیتان خود یعنی آدلاین کین ازدواج کرد. سمپسون که هنوز از کار وینترگرین عصبانی بود، او را به مأموریت انتحاری فرستاد. اسلید با سرعت یک هواپیما را دزدید و خود را به هانوی رساند و وینترگرین را از یک زندانویت‌کنگ نجات داد. اسلید بعدا به وینترگرین گفت که ویژگی های فیزیکی او در یک آزمایش ارتش بالا رفته بود. اسلید بعدا بخاطر اطاعت نکردن از دستور ها و نجات وینترگرین از ارتش اخراج شد.
بعد از اخراج شدن، اسلید به صورت مخفیانه به عنوان مزدور کار خود را ادامه داد و اسم خود را "دث‌استروک" گذاشت. بعد از اینکه این کار اسلید، او در یک حادثه با پسرش نزدیک بود او را از دست بدهد. این باعث شد که آدلاین از اسلید جدا شود و فرزندان خود را ترک کند. بعد از این، وینترگرین سرپرست و مربی اسلید شد و در مسئله های روانی و وجدان اخلاقی و همچنین در اسلحه‌ها و موارد پزشکی به او کمک می‌کرد. وینترگرین همچنین شروع کرد به نوشتن ماجراجویی‌های اسلید در آفریقا در دفترچه‌های یادداشت. اسلید و وینترگرین در آفریقا برای مدتی شکار می‌کردند، این تا وقتی بود که اسلید بالاخره دوباره برگشت خود به روز‌های مزدوری را شروع کرد، و وینترگرین مأموریت های مزدوری او را هم یادداشت می‌کرد. اسلید بعد ها فهمید که او یک دختر به نام رز ویلسون دارد. او که می‌ترسید پدر خوبی نباشد، اسلید رز را به وینترگرین، که قبل از آن هم از رز مراقبت می‌کرد و او را دوست می‌داشت سپرد. وینترگرین آماده بود که رز را به فرزندخواندگی قبول کند، اما او بهتایتان‌های نوجوان پیوست.
وقتی اسلید بعدا در یک انفجار گیر افتاد، او بازنشست شد و روابط خود را با پت ترایس و وینترگرین قطع کرد، چون که ادعا می‌کرد که آنها دیگر عضوی از زندگی او نبودند. وینترگرین شک می‌کرد که اسلید حافظه ی خود را پس از انفجار دوباره به دست آورده (از آنجایی که اسلید جزئیات زندگی گذشته خود را یادش نبود)، پس او به تصمیم اسلید احترام گذاشت و خود را از او دور نگه داشت تا شاگرد او کمی در زندگی خود فضا داشته باشد. در نبود اسلید، ترایس و وینترگرین در احترام او سازمان ویجیلانس(گروهی برای گشت و گذار و مأموریت که اول توسط آدلاین برای پارتیزانی ساخته شده بود) را بنیان نهاد.
چند وقت بعد، اسلید فهمید که جوزف(پسر خود)، روح خودش را در اعماق بدن اسلید مخفی کرده است. با کمک وینترگرین، او سعی کرد که پسر خود را از داخل خودش بیرون کند، ولی موفق نشد. اسلید که تحت تأثیر روح بود، وینترگرین را به قتل رساند، و سر زخمی وینترگرین را روی دیوار چسباند، همزمان که می‌گفت "دث‌استروک تنها شکار می‌کند". قبل از مرگش، وینترگرین می‌دانست که قرار است توسط اسلید به قتل برسد، و در آخرین لحظاتش می‌گوید که می‌دانست چنین لحظه ای فرا می‌رسد. اسلید همیشه توسط آخرین حرف‌های مربی خود عذاب وجدان داشت.